# North Rock
North Rock är en klippa i Mainebukten. Den ligger i ett område kring Machias Seal Island som både Kanada och USA gör anspråk på.